# Московка (Башкортостан)
Московка (Мәскәү) — упразднённое село Туймазинского района Башкирии, вошедшее в 1946 году в состав образованного города нефтяников Октябрьский. На момент упразднения входила в Япрыковский сельсовет Туймазинского района БАССР.

## География
Образован возле горы Нарыш-тау, в речной долине р. Ик плоскогорья Бугульминско-Белебеевской возвышенности.

### Географическое положение
По данным на 1926 год расположен был в 20 верстах от центра волости — станции Туймаза.

## Топоним
Носит имя своего основателя. Аул родового (волостного) старшины Москау Давлеткулова Тау-Баш (Таубаш), названный позже Москово, Московкой.

## История
Основано в середине 18 в. башкирами Байлярской волости Казанской дороги на собственных землях.
С образованием Уфимской губернии в 1865 году деревни вошли в Верхне-Бишиндинскую волость Белебеевского уезда.
После 18 июля 1922 года из Белебеевского уезда деревня перешла в Белебеевский кантон, Аднагуловская волость.
Указом Президиума Верховного Совета РСФСР от 5 апреля 1946 г. утверждено представление Президиума Верховного Совета Башкирской АССР о преобразовании рабочего поселка Октябрьский Туймазинского района в город республиканского подчинения и передаче Октябрьскому горсовету населенных пунктов: Муллино, Нарышево, Верхне-Заитово, Туркменево, Московка.

## Население
В 1795 в 11 дворах проживало 64 человек, в 1865 в 29 дворах — 138, в 1906—355; 1920 — на 56 дворах 288 человек, из них 143 мужчины и 145 женщин; в 1925 — 28 дворов, в 1939—312 жителей.

### национальный состав
В 1790 по договору о припуске поселились ясачные татары, в 1799 — новые группы ясачных татар и башкиры-припущенники.
По переписи 1920 года жили тептяри, башкиры.

## Инфраструктура
Занимались жители скотоводством, земледелием, а с начала 20 века — плотницким делом.